# Golden Prairie
Golden Prairie es un pueblo canadiense situado en la provincia de Saskatchewan.

## Superficie
Golden Prairie tiene una superficie de 0,48 km².

## Demografía
En 2021, tenía 30 habitantes, una densidad poblacional de 62,1 hab./km², y 21 viviendas.